# Шиферная мухоловка
Шиферная мухоловка (Ficedula basilanica) — вид птиц из семейства мухоловковых. Выделяют два подвида.

## Распространение
Обитают на островах Минданао и Самар (Филиппины). Живут в тропических лесах.

## Описание
Маленькие мухоловки с длиной тела 12 см и относительно сильным клювом и коротким хвостом. Самец окрашен в сланцево-серый цвет на голове и сверху. Позади глаза — блестящая белая линия «брови». Нижняя сторона тела белая с серой грудью и боками. Самка рыжевато-коричневая сверху и на голове, имеется светло-бежевое окологлазное кольцо. Белая нижняя сторона имеет ржавый оттенок на груди и по бокам.

## Охранный статус
МСОП присвоил виду охранный статус VU.